# Salem (India)
Salem è una suddivisione dell'India, classificata come municipal corporation, di 693.236 abitanti, capoluogo del distretto di Salem, nello stato federato del Tamil Nadu. In base al numero di abitanti la città rientra nella classe I (da 100.000 persone in su).

## Geografia fisica
La città è situata a 11° 39' 0 N e 78° 10' 0 E e ha un'altitudine di 277 m s.l.m.. Si trova circa 350 km a sud ovest di Chennai.

## Società

### Evoluzione demografica
Al censimento del 2001 la popolazione di Salem assommava a 693.236 persone, delle quali 352.770 maschi e 340.466 femmine. I bambini di età inferiore o uguale ai sei anni assommavano a 71.809, dei quali 36.719 maschi e 35.090 femmine. Infine, coloro che erano in grado di saper almeno leggere e scrivere erano 489.629, dei quali 269.305 maschi e 220.324 femmine.